# Encyclia flava
Encyclia flava är en orkidéart som först beskrevs av John Lindley, och fick sitt nu gällande namn av Paulo Campos Porto och Alexander Curt Brade. Encyclia flava ingår i släktet Encyclia och familjen orkidéer. Inga underarter finns listade i Catalogue of Life.

## Bildgalleri

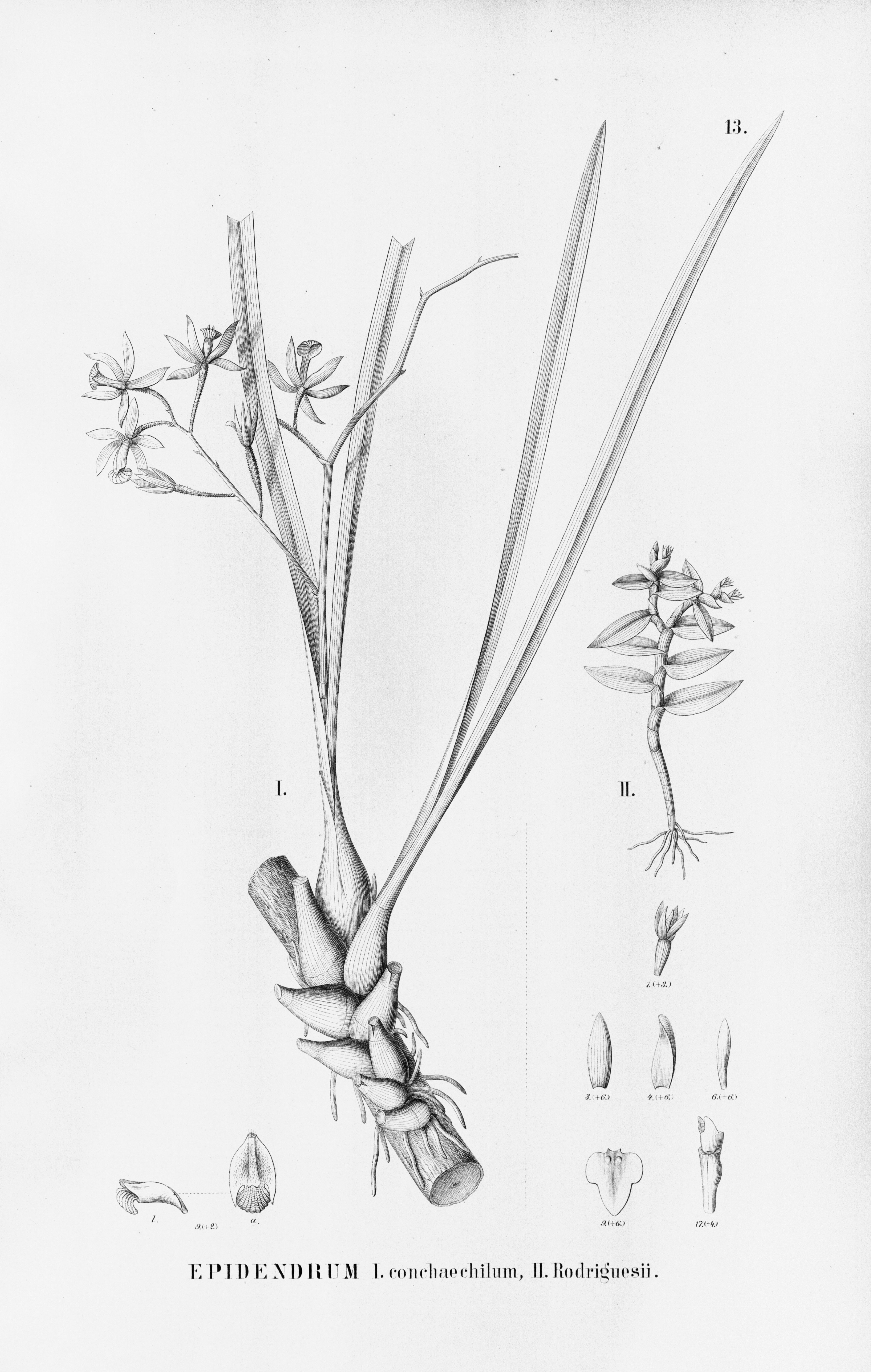